# Konstantin Tolokonnikov
Konstantin Tolokonnikov (Rostov del Don, Rusia, 26 de febrero de 1996) es un atleta ruso especializado en la prueba de 800 m, en la que consiguió ser subcampeón mundial juvenil en 2013.

## Carrera deportiva
En el Campeonato Mundial Juvenil de Atletismo de 2013 ganó la medalla de plata en los 800 metros, con un tiempo de 1:48.29 segundos que fue su mejor marca personal, llegando a meta tras el keniano Alfred Kipketer y por delante del británico Kyle Langford.